# مایا بارئوکوفسکا
مایا بارئوکوفسکا (لهستانی: Maja Barełkowska؛ زادهٔ ۶ ژوئیه ۱۹۶۲) بازیگر اهل لهستان است.
از فیلم‌ها یا مجموعه‌های تلویزیونی که وی در آن‌ها نقش داشته‌است، می‌توان به مایکا، ده فرمان (قسمت هفتم)، طایفه، در خیابان سپولنی، کارول: مردی که پاپ شد، در خوشی و سختی، پدر متیو، قانون حقیقی، دوران افتخار، رنگ‌های خوشبختی و اهریمن اشاره نمود.